# Regenbogencichlide
Der Regenbogencichlide (Herotilapia multispinosa, Syn.: Archocentrus multispinosus) ist eine kleine Buntbarschart, die in Mittelamerika vorkommt. Auf der karibischen Seite reicht das Verbreitungsgebiet vom Rio Patuca in Honduras bis zum Rio Matina in Costa Rica, auf der pazifischen Seite vom Rio Guasaule in Nicaragua bis zum Rio Tempisque und Rio Bebedero in Costa Rica. In Europa gibt es einen sich fortpflanzenden Bestand im Thermalsee von Hévíz in Ungarn.

## Merkmale
Der Regenbogencichlide wird 12 bis 17 Zentimeter lang. Weibchen bleiben kleiner als die Männchen. Der Körper ist hochoval und seitlich abgeflacht. Von allen anderen herichthyinen Buntbarschen Mittelamerikas unterscheidet sich der Regenbogencichlide durch seine abgeflachten, dreispitzigen Zähne, eine Anpassung an das Abweiden von Fadenalgen. Das Maul ist endständig. Ein runder oder mehr oder weniger eckiger dunkler Fleck liegt unterhalb der oberen Seitenlinie kurz hinter dem Körpermittelpunkt. Von diesem Fleck zieht sich ein dunkler, unregelmäßiger Streifen über den Kiemendeckel bis zum Auge.
- Flossenformel: Dorsale XVII/9, Anale X/7

## Lebensweise
Der Regenbogencichlide lebt in Flüssen, Seen und Sümpfen mit schlammigem Boden, kann hohe Temperaturen überstehen und somit auch in kleinen Wasserkörpern während der Trockenzeit überleben. Er ernährt sich vor allem von Fadenalgen und Detritus.

## Systematik
Die Buntbarschart wurde 1867 durch den deutschen Zoologen und Ichthyologen Albert Günther als Heros multispinosus beschrieben und 1904 durch den französischen Zoologen und Ichthyologen Jacques Pellegrin in die neu eingeführte Gattung Herotilapia überstellt, die seitdem monotypisch geblieben ist. Pellegrin war der Ansicht das Herotilapia bezüglich der Morphologie den übrigen mittelamerikanischen Buntbarschen gleicht (Heros war zu dieser Zeit eine Sammelgattung, in die auch zahlreiche mittelamerikanischen Buntbarsche gestellt wurden), bezüglich der Bezahnung jedoch der afrikanischen Buntbarschgattung Tilapia. Der Gattungsname Herotilapia setzt sich aus Heros und Tilapia zusammen. Das Art-Epitheton multispinosus (deutsch „vielstachlig“) nimmt Bezug auf die ungewöhnlich vielen Stachelstrahlen. 2007 synonymisierte der mexikanische Ichthyologe Schmitter-Soto Herotilapia mit Archocentrus basierend auf morphologischen Merkmalen. Mitte 2015 wurde Herotilapia schließlich wieder revalidiert mit dem Regenbogencichlide als einziger Art. Innerhalb der Tribus Heroini ist sie wahrscheinlich am nächsten mit der Gattung Tomocichla verwandt.